# Marketing 2.0
Marketing 2.0 of Advertising 2.0 zijn buzzwoorden die, zoals veel marketingbuzzwoorden, vooral door adviesbedrijven en reclamebureaus gebruikt worden. Beide termen hebben veel overeenkomsten met wat doorgaans relatiemanagement genoemd wordt. Centrale gedachte is dat het in marketing meer om de dialoog met consumenten zou moeten gaan. De toevoeging 2.0 refereert zowel aan de veronderstelde opvolging van de traditionele manier van marketing bedrijven (marketing 1.0) als aan het gebruik van Web 2.0 technologieën, hoewel het gebruik van de term Marketing 2.0 niet strikt afhankelijk van het gebruik van deze webtechnologie lijkt.
Bij deze manier van in contact komen met klanten gaat het niet meer over push-marketing of zelfs pull-marketing, maar over het aangaan van een dialoog en het opbouwen van een relatie. Dit gaat van samen samenstellen van een product (co-creatie) tot het meedenken over nieuwe producten en dienstverlening.
Voor de organisatie heeft dit het voordeel dat meer klantinformatie wordt verkregen. Dit kan vertaald worden in een beter aanbod, waardoor er onderscheidend vermogen wordt gecreëerd. Nieuwe inzichten kunnen leiden tot een versterking van de relatie met bestaande klanten, een aanbod dat beter aansluit op de klantbehoeften en het mogelijk maken om gericht met potentiële klanten in contact te komen. 
De toepassingen van Web 2.0 kunnen het aangaan van de dialoog faciliteren, maar het vraagt wel om een nieuwe kijk op de toepassing van marketing door een organisatie. In lijn met de terminologie van het web, is dit Marketing 2.0 te noemen. Web 2.0 gaat meer om de techniek, Marketing 2.0 over de cultuur in een organisatie die is doorgevoerd tot in de haarvaten van de organisatie.